# (32453) Kanamishogo
2000 SF42 (asteroide 32453) é um asteroide da cintura principal. Possui uma excentricidade de 0.06670760 e uma inclinação de 10.87428º.
Este asteroide foi descoberto no dia 26 de setembro de 2000 por Fukuchiyama em Fukuchiyama.